# Arroyo Algodón
Arroyo Algodón é um município da província de Córdova, na Argentina.